# Leopold Hermann von Boyen
Pour les articles homonymes, voir Boyen.
Léopold Hermann von Boyen, né le 6 juin 1811 à Königsberg et mort le 18 février 1886 à Iéna, est un général d'infanterie prussien et gouverneur de la forteresse de Mayence et plus tard de Berlin.

## Biographie

### Origine
Léopold Hermann est le fils unique du maréchal et ministre prussien temporaire de la Guerre Hermann von Boyen (1771-1848) et de sa femme Amalie, née Berent (1780-1845).

### Carrière militaire
Boyen entama une carrière militaire et est affecté fin juillet 1829 au 2e régiment à pied de la Garde de l'armée prussienne en tant que sous-lieutenant issu du corps des cadets. À partir de mai 1834, il travaille comme adjudant au Commandement général du 5e corps d'armée. Le 7 avril 1842, il est nommé au Grand État-Major. À partir de 1848, il est adjudant personnel du prince et plus tard de l'empereur Guillaume Ier. Après la campagne de Bade en 1849, il devient son adjudant. Le 18 octobre 1861, Boyen est promu général de division et général à la suite du roi.
Promu Generalleutnant en 1865, Boyen sert pendant la guerre austro-prussienne en 1866 au quartier général du roi de Prusse. Dans l'entre-deux-guerres, il est nommé commandant de la 21e division d'infanterie à Francfort-sur-le-Main. Lors de la guerre franco-prussienne de 1870/71, il participe aux batailles de Saint-Privat et de Sedan et aux batailles de siège de Malmaison et du Mont Valérien. En raison de services spéciaux pendant la guerre, il est ensuite nommé adjudant général.
Boyen se fait connaître lorsqu'il est chargé de remplacer Bismarck par l'empereur français Napoléon III après sa capture après la bataille de Sedan au château de Wilhelmshöhe. Le 23 mars 1871, il est nommé gouverneur de la forteresse de Mayence, poste qu'il occupe jusqu'en novembre 1875. À la fin de son mandat, Boyen est nommé citoyen d'honneur de la ville (de) par le conseil municipal de Mayence. Il devient ensuite gouverneur de Berlin et occupe ce poste jusqu'en 1879. En 1877, il reçoit l'Ordre de l'Aigle noir, le plus haut ordre prussien.

### Famille

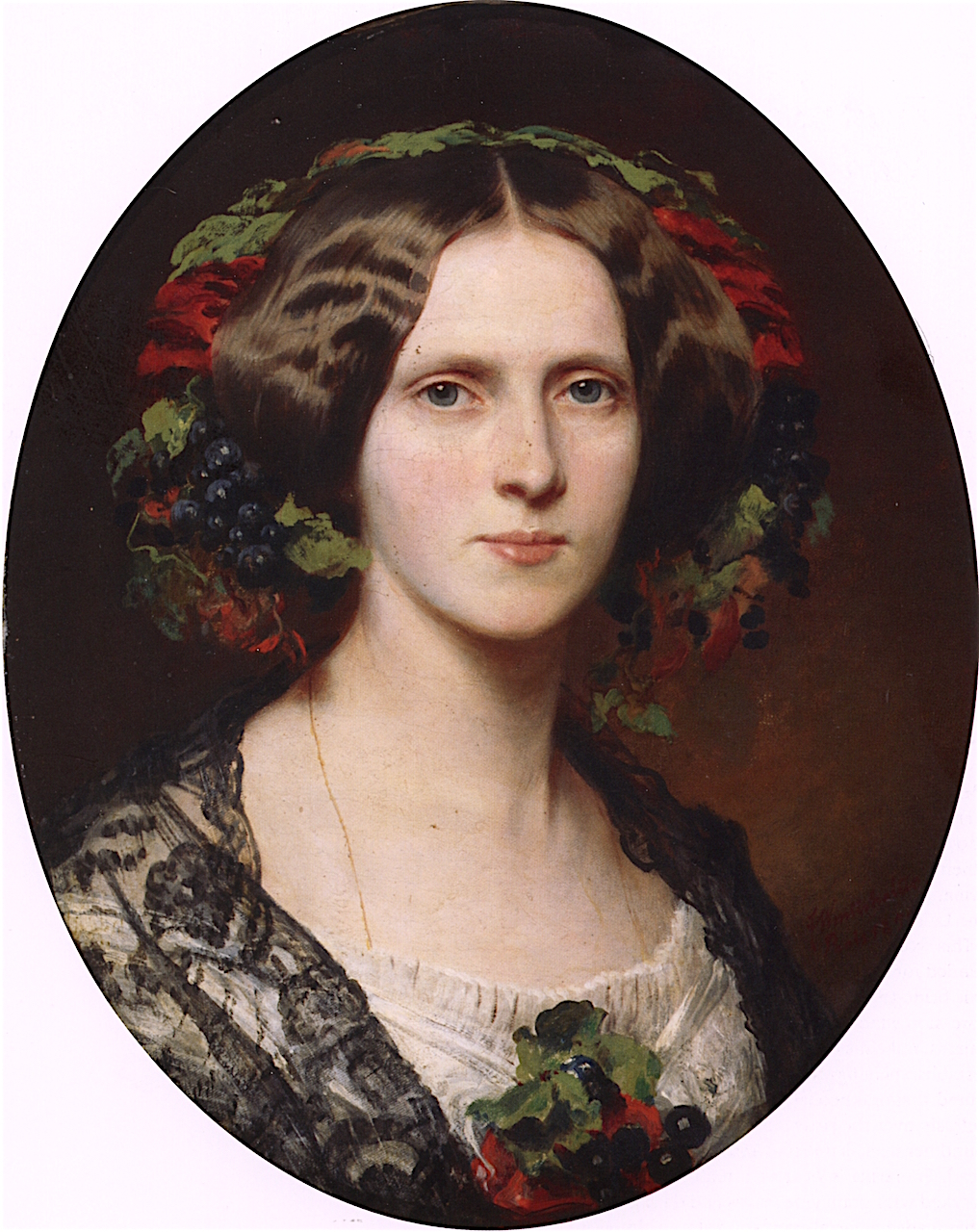
Franziska von Boyen, née princesse Biron von Curland

Boyen est marié depuis le 25 juin 1850 à la princesse Franziska Biron von Curland, fille du lieutenant-général Gustav Kalixt von Biron von Curland et de son épouse Franziska, née comtesse von Maltzan.
Le couple a une fille, Luise (né le 26 mai 1852 et morte le 3 juillet 1911). Son parrain est l'empereur Guillaume Ier. Elle épouse Wilhelm Wolf Friedrich Ferdinand Clemens Anton Georg von Tümpling (de) (né le 25 mars 1845). Avec sa fille Luise von Tümpling, la dernière représentante de sa lignée est décédée.
Franziska et Hermann von Boyen sont enterrés au cimetière des Invalides à Berlin dans la sépulture héréditaire de Boyen, qui est créée par l'architecte de la cour Friedrich August Stüler.
Bien que les fonctionnaires et officiers prussiens sont très impopulaires après l'annexion prussienne de Francfort en 1866, Boyen et sa femme sont respectés et appréciés dans la haute société.